# 越裳操
《越裳操》，古琴曲。其曲意爲：“按史，周公相成王，敎化大行。交趾之南越裳氏曰，天無烈風滛雨，海不揚波三年矣。意者，中國有聖人，盍往朝之。周公錫以駢草五乘，皆爲指南之制，俾之不迷歸路，作爲是操，以見王化所被，無遠不至。觀夫莫敢不來享，莫敢不來王之言，可以想見其時矣。”

## 琴谱中歌詞原文
雨之施物以孳，我何意於彼爲。自周之先，其難其勸。以有疆宇，私我後人。我祖在上，四方在下。厥臨孔威，敢戱以侮。孰荒於門，孰治於田。四海旣均，越裳是臣。